# Chappe (Mondkrater)
Chappe ist ein Einschlagkrater, der am südwestlichen Randes des Mondes liegt.
Der Krater liegt nördlich des wesentlich größeren Kraters Hausen und südwestlich von Pilâtre. In Richtung Nordnordwest grenzt Blanchard an. Chappe liegt südlich des Mendel-Rydberg-Becken, ein Becken mit 630 km Breite.
Der Kraterrand ist etwa kreisförmig mit einem kleinen Krater am östlichen Rand. Die Innenfläche ist vor allem in der westlichen Hälfte uneben.
Die Entstehungszeit des Kraters wird der nektarischen Periode zugerechnet.
Dieser Krater wurde ursprünglich als Hausen A bezeichnet, bevor er von der IAU 1991 nach dem französischen Astronomen Jean Chappe d’Auteroche umbenannt wurde.